# ماركوس كاليرو
ماركوس كاليرو (بالإسبانية: Marcos Calero Pérez)‏ هو لاعب كرة قدم إسباني في مركز الدفاع، ولد في 9 أبريل 1993 في مدينة ميورقة في إسبانيا. لعب مع أتليتيكو بالياريس.

## وصلات خارجية
- ماركوس كاليرو على موقع قاعدة بيانات كرة القدم.إي يو (الإنجليزية)
- ماركوس كاليرو على موقع Soccerway.com (الإنجليزية)
- ماركوس كاليرو على موقع عالم كرة القدم.نت (الإنجليزية)